# Morten Vang Simonsen
Morten Vang, född 31 mars 1990 i Sorø, Danmark, är en dansk-svensk skådespelare. Han är bland annat känd för sin roll som kommunisten John Hansen i TV-serien Vår tid är nu.
Vang har även medverkat i TV-serierna Rita, Dicte och Amningsrummet.
Vang är utbildad skådespelare vid Högskolan för Scen och Musik i Göteborg 2018.

## TV-serier
| År   | Titel         | Roll         |                |
| ---- | ------------- | ------------ | -------------- |
| 2012 | Rita          | Ricco Madsen | Säsong 1, 2, 3 |
| 2014 | Dicte         | Jannik Riise | Säsong 2       |
| 2019 | Vår tid är nu | John Hansen  | Säsong 3       |
| 2020 | Amningsrummet | Simon        |                |

## Filmografi
| År   | Titel       | Roll            |  |
| ---- | ----------- | --------------- |  |
| 2015 | Sommaren 92 | Henrik Andersen |  |
| 2021 | Dag för dag | Mads            |  |